# Lagocephalus guentheri
Lagocephalus guentheri és una espècie de peix de la família dels tetraodòntids i de l'ordre dels tetraodontiformes.

## Morfologia
- Els mascles poden assolir 26 cm de longitud total.[3][4]

## Hàbitat
És un peix marí, de clima subtropical i demersal.

## Distribució geogràfica
Es troba al Golf Pèrsic, el sud d'Oman, l'Índia, Indonèsia, el nord-oest d'Austràlia, el Mar de la Xina Meridional, el Japó i el Brasil.

## Observacions
És inofensiu per als humans.